# 韦萨-马蒂·洛伊里

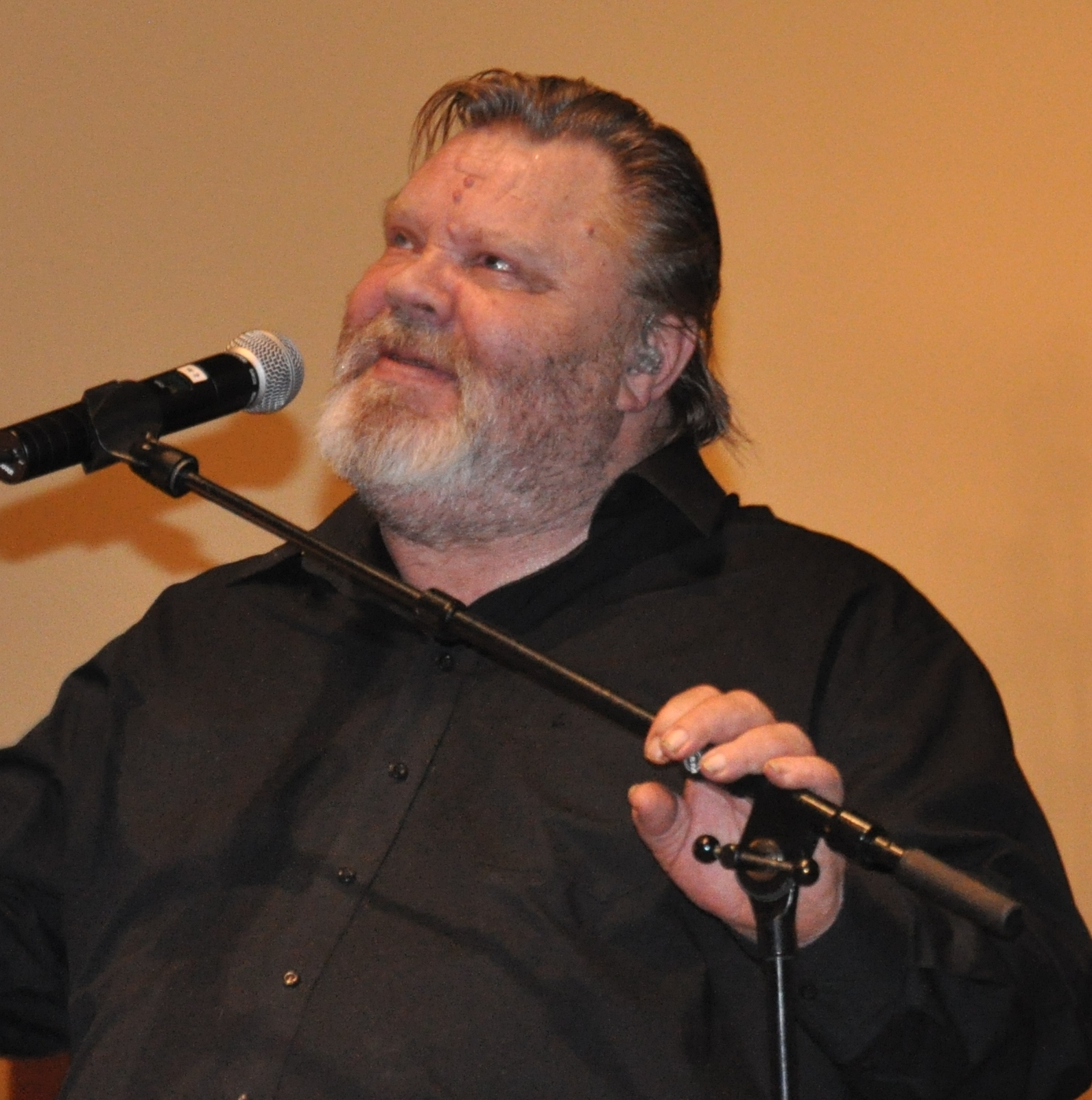
2009年的洛伊里

韦萨-马蒂·洛伊里（芬蘭語：Vesa-Matti Loiri，1945年1月4日—2022年8月10日）是一名芬蘭男演員、音樂家和喜劇演員，他在1973至2004年间20部电影里饰演了乌诺·图尔哈普罗这个角色。
根據芬蘭廣播公司新聞報導，「洛伊里是芬蘭六十年來最受歡迎的文化人物之一，在螢幕和舞台上飾演喜劇和悲劇角色，同時還從事音樂事業。」
洛伊里在2022年8月10日因癌症而逝世。